# Campagne-lès-Wardrecques
Campagne-lès-Wardrecques is een gemeente in het Franse departement Pas-de-Calais (regio Hauts-de-France). De plaats maakt deel uit van het arrondissement Sint-Omaars. Campagne-lès-Wardrecques telde op 1 januari 2022 1.300 inwoners.

## Geografie
De oppervlakte van Campagne-lès-Wardrecques bedroeg op 1 januari 2022 4,69 vierkante kilometer; de bevolkingsdichtheid was toen 277,2 inwoners per km².

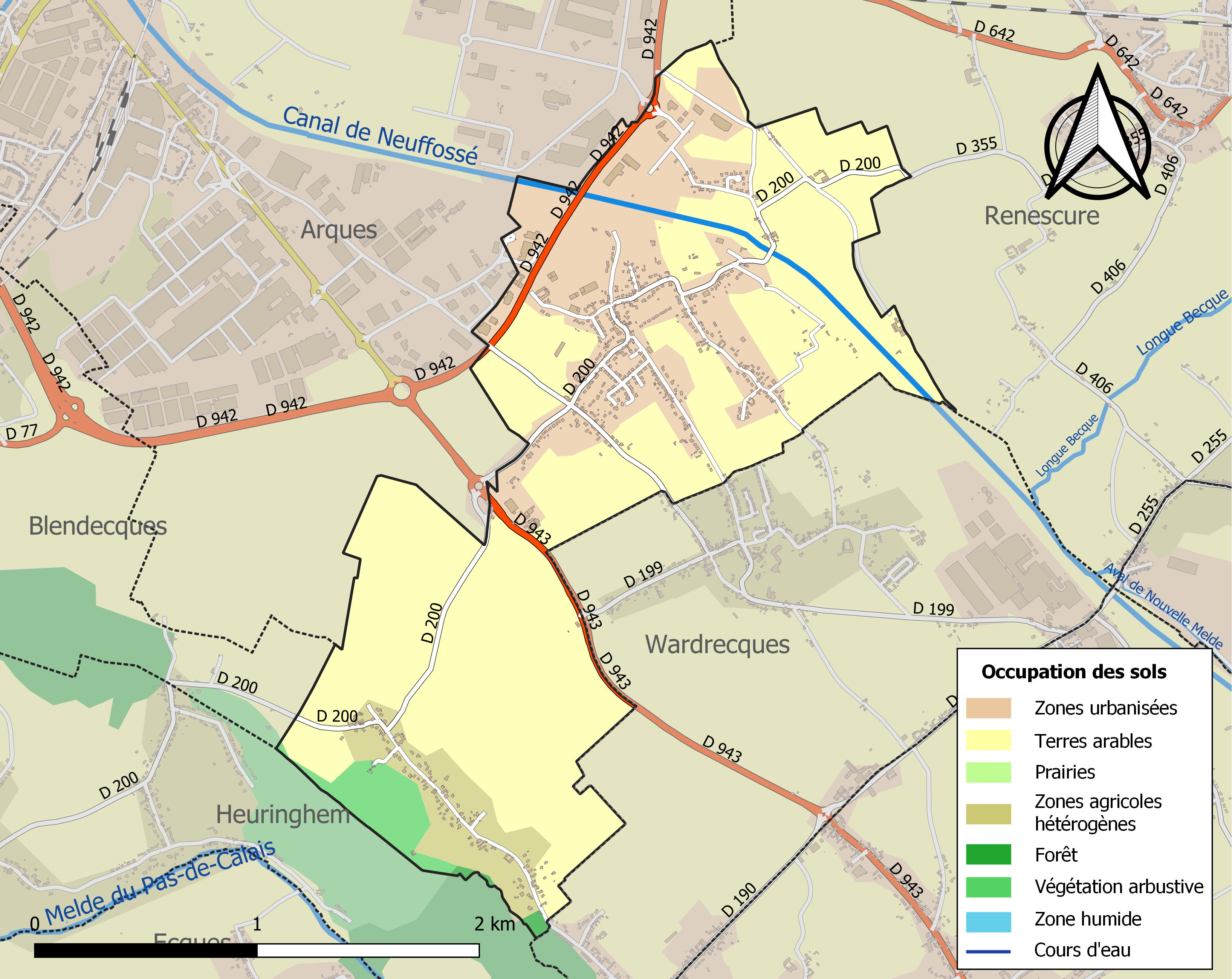
Kaart van de gemeente met belangrijkste infrastructuur, bodemgebruik en omliggende gemeenten

## Demografie
Onderstaande figuur toont het verloop van het inwonertal (bron: INSEE-tellingen).